# Blackout Tuesday
Blackout Tuesday (traducido en español como «Martes de Apagón») fue una acción colectiva para protestar contra el racismo y la brutalidad policial. La acción, originalmente organizada por personalidades y empresas dentro de la industria musical en respuesta a los asesinatos de George Floyd, Ahmaud Arbery y Breonna Taylor, tuvo lugar el martes 2 de junio de 2020. Se alentó a las empresas participantes a que se abstuvieran de publicar música y realizar otras operaciones comerciales. Algunos canales produjeron una programación apagada o silenciosa durante 8 minutos y 46 segundos, el mismo tiempo que la rodilla del policía Derek Chauvin oprimió el cuello de George Floyd antes morir asfixiado.

## Antecedentes
El Blackout Tuesday surgió a raíz de la iniciativa original #TheShowMustBePaused creado por los ejecutivos musicales Brianna Agyemang y Jamila Thomas, directora ejecutiva de mercadotecnia de Atlantic Records.
Las empresas participan de diferentes maneras. Se les pide a los afroestadounidenses que no compren ni vendan en este día para mostrar fuerza económica y unidad. Spotify anunció que estaría añadiendo un momento de silencio de 8 minutos y 46 segundos a algunos podcasta y listas de reproducción del día. Apple Music se despojó de las pestañas de "Búsqueda", "Para Ti" y "Radio" y las reemplazó por una sola estación de radio para celebrar a la música negra.
En Instagram los usuarios publicaron imágenes completamente negras con el hashtag #blackouttuesday.

## Acciones promovidas
Las organizaciones que apoyan el Blackout Tuesday sugieren que este día puede ser una oportunidad para reflexionar sobre el racismo y los efectos del racismo en la sociedad. Otros sugieren que es una oportunidad para darse un tiempo del trabajo y enfocarse en ayudar a los demás.